# The Frog Prince (албум)
The Frog Prince: The Original Soundtrack Recording е саундтрак албум към английско-френския романтичен комедиен филм The Frog Prince (1984), издаден от „Айлънд Вижуъл Артс“ (дъщерна компания на звукозаписната компания „Айлънд Рекърдс“) през 1985 г.
Музиката е композирана от ирландската певица, композиторка и музикантка Еня, но само две от песните ѝ: The Frog Prince и Dreams са изпълнени от нея, а останалите песни са изпълнени от други музиканти или аранжирани и продуцирани от Ричард Майхил; изпълняват се и няколко джаз стандарта. Преиздаден е през август 1999 г. от Спектрум Мюзик.

## Списък с песни
Еня е композиторка на следните 11 парчета: The Train to Paris, The First Day, With Jean-Phillippe, Jenny, Reflections, The Frog Prince, Dreams, The Kiss, A Kiss by the Fountain, Jenny & Roz и Epilogue.
| 1. | The Train to Paris  | Ричард Майхил | 2:14 |
| 2. | The First Day       | Ричард Майхил | 1:32 |
| 3. | Mack the Knife      | Jazz Club     | 2:16 |
| 4. | Let It Be Me        | Jazz Club     | 3:15 |
| 5. | With Jean-Phillippe | Ричард Майхил | 2:16 |
| 6. | Jenny               | Ричард Майхил | 1:07 |
| 7. | Reflections         | Ричард Майхил | 1:08 |
| 8. | The Frog Prince     | Еня           | 3:15 |

| 1. | Dreams                 | Еня           | 3:38 |
| 2. | The Kiss               | Ричард Майхил | 1:56 |
| 3. | Sweet Georgia Brown    | Jazz Club     | 2:11 |
| 4. | Georgia on My Mind     | Jazz Club     | 3:56 |
| 5. | A Kiss by the Fountain | Ричард Майхил | 1:52 |
| 6. | Jenny & Roz            | Ричард Майхил | 1:22 |
| 7. | Les Flon-Flons du Bal  | Едит Пиаф     | 2:20 |
| 8. | Epilogue               | Ричард Майхил | 0:57 |

## Състав
- Еня – водещи вокали (The Frog Prince и Dreams), различни инструменти
- Джаз Клъб – изпълнител на Mack the Knife, Let It Be Me, Sweet Georgia Brown и Georgia on My Mind
- Едит Пиаф – водещи вокали (Les Flon-Flons du Bal)
- Рома Райън – текст (The Frog Prince), мениджмънт
- Чарли Макгетиган – текстове (Dreams)

Продукция
- Ники Райън – продуцент („The Frog Prince“ и „Dreams“)
- Ричард Майхил – продуцент, аранжор (композирани от Еня песни)
- Филип Бегли – инженер (композирани от Еня песни)
- Стив Алън – инженер
- Андрю Боланд – миксиране (композирани от Еня песни)